# Landschaftsschutzgebiet Langes Tal

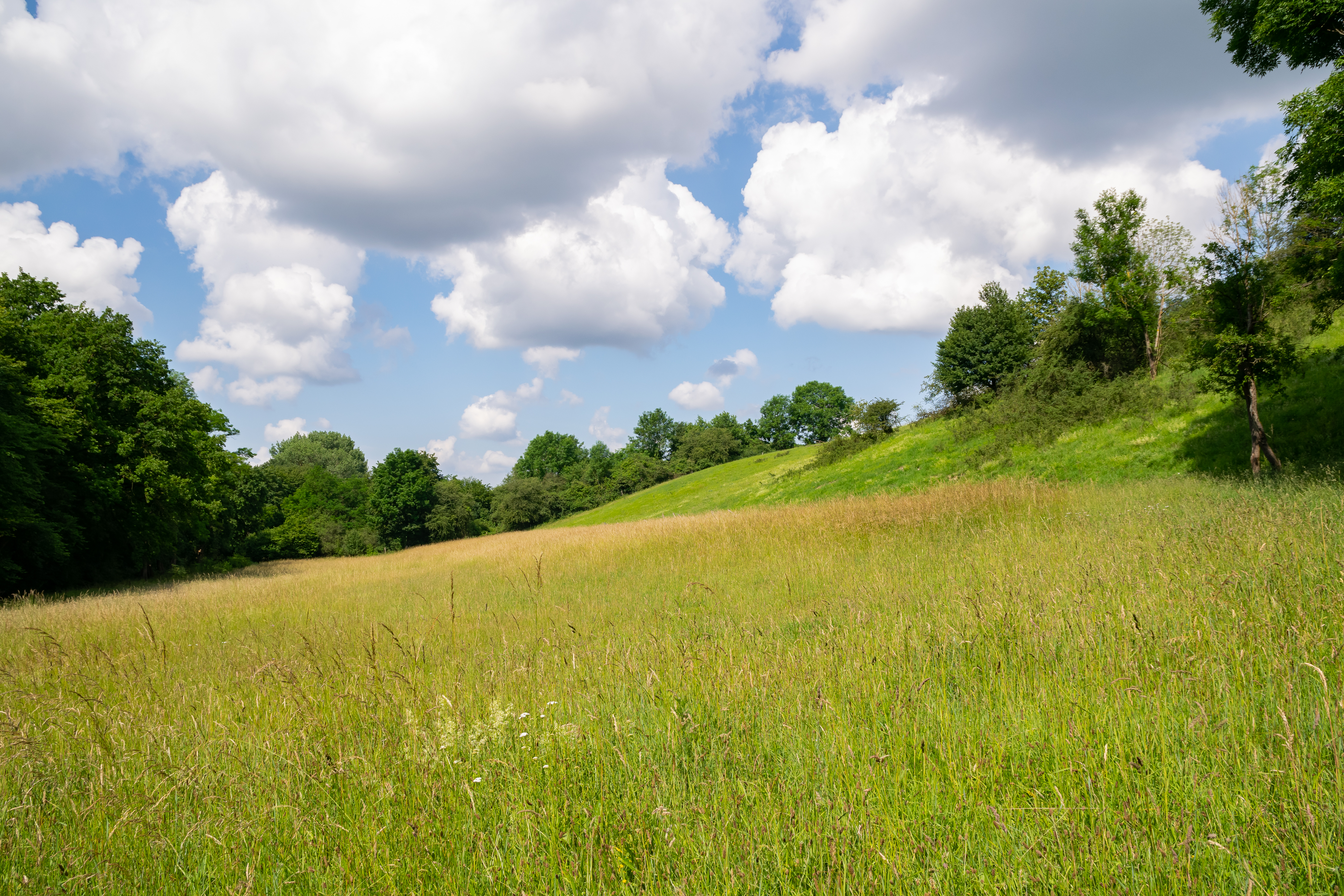
Landschaftsschutzgebiet Langes Tal

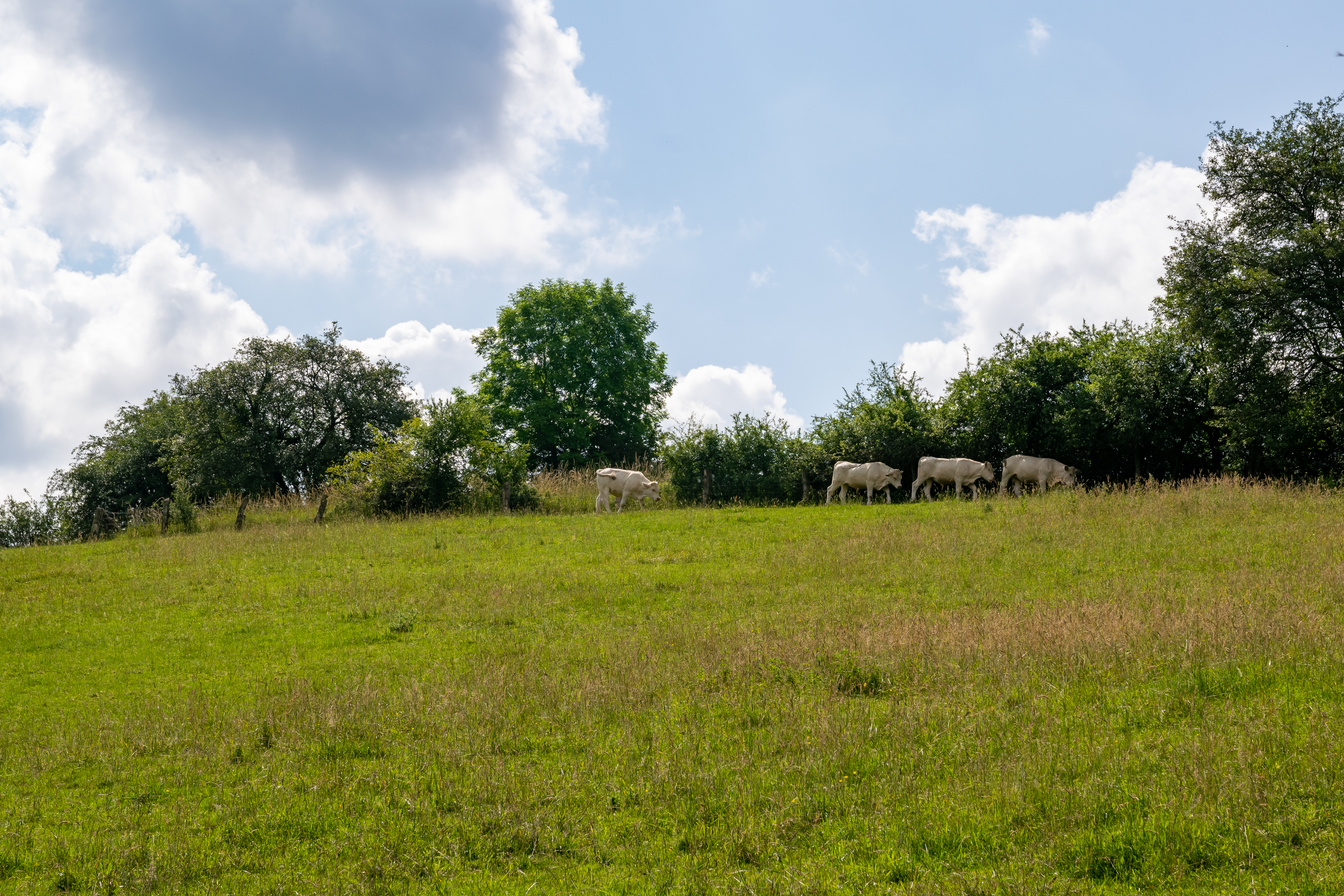
Rinder im LSG

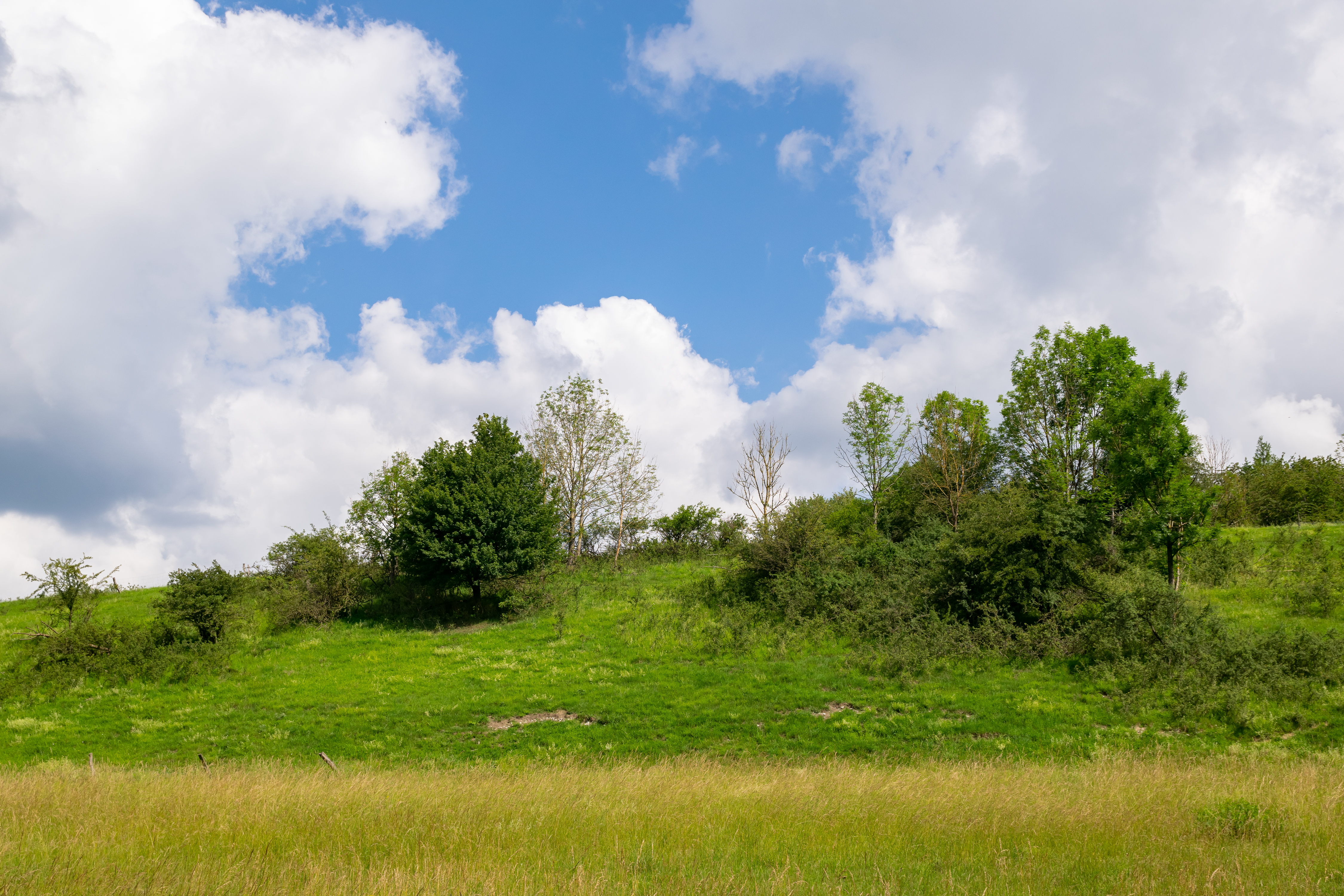
Hangbereich im Schutzgebiet

Das Landschaftsschutzgebiet Langes Tal mit etwa 27 ha Flächengröße liegt im Gemeindegebiet von Schlangen. Es wurde 2005 mit dem Landschaftsplan  Nr. 10 Horn-Bad Meinberg/Schlangen durch den Kreistag des Kreises Lippe als Landschaftsschutzgebiet (LSG) ausgewiesen.

## Beschreibung
Das Landschaftsschutzgebiet liegt östlich von Schlangen. Im Süden grenzt u. a. die Kreisstraße 98 an. Das LSG umfasst einen strukturreichen Biotopkomplex mit Viehweiden an Talhängen. Der Biotopkomplex ist durch Einzelsträucher, dichte Weißdornhecken, Einzelbäume und Baumreihen gegliedert.

## Schutzzwecke für das LSG
Laut Landschaftsplan erfolgte die Ausweisung des LSG
- „zur Erhaltung der Leistungsfähigkeit des Naturhaushaltes,“
- „zur Erhaltung und Wiederherstellung eines Waldbereiches mit unterschiedlichen Feuchtestufen,“
- „zur Erhaltung eines Waldkomplexes in der Zerfallphase, wegen der Eigenart und Schönheit des alten Hudewaldes,“
- „zur Sicherung der das Landschaftsbild prägenden Alt- und Totholzbestände.“[1]

## Rechtliche Vorschriften
Im Landschaftsschutzgebiet ist unter anderem das Errichten bzw. Anlegen von Bauten und Fischteichen verboten. Grün- und Brachland darf nicht in eine andere Nutzungsart umgewandelt oder umgebrochen werden. Es ist im LSG verboten Hunde frei laufen zu lassen, ausgenommen ist die ordnungsgemäße Jagd und Hof- und Gartenbereiche. Obstbäume auf Obstwiesen und Einzelbäume dürfen nur gefällt werden, wenn dies einvernehmlich mit der Unteren Landschaftsbehörde abgestimmt wurde, und entsprechende Ersatzbäume gepflanzt werden.